# Menodora, Metrodora e Ninfodora
Menodora, Metrodora e Ninfodora sono state tre sorelle cristiane, martirizzate in Bitinia nell'anno 306.

## Agiografia
Secondo la loro agiografia, Menodora, Metrodora e Ninfodora erano tre giovani sorelle cristiane che, lasciato il proprio paese d'origine in Bitinia, di erano stabilite in un luogo deserto nei pressi della città di Pythias, vicino ad una fonte, dove cominciarono ad operare miracoli e guarire gli ammalati; denunciate per la loro fede cristiana, vennero condotte davanti al governatore Frontone, che tentò di persuaderle a rinnegare la loro fede, ma esse rifiutarono. Menodora, la più anziana delle tre, venne quindi torturata e uccisa, nella speranza che ciò indebolisse le due sorelle restanti: esse presero invece maggiore coraggio nel sostenere la propria fede, e vennero quindi a loro volta martirizzate. In alcune agiografie, dopo il martirio il governatore Frontone e i suoi servitori vengono uccisi da un fulmine, mentre i corpi delle tre sante vengono sepolti da altri cristiani presso la fonte.

### Ricostruzione storica e culto
Secondo Mansel, la fonte presso cui abitavano le tre sante sarebbe da identificare con quella di Elenopoli, e le sante stesse altro non sarebbero che una rivisitazione in chiave cristiana delle tre ninfe protettrice della sorgente.
Il culto delle tre sante rimase confinato alla Chiesa bizantina fino al XVI secolo, allorché la loro memoria venne introdotta (forse tramite il "menologio del cardinal Sirleto") nel martirologio del Galesini, da cui Baronio trasse il breve spunto che appare nel martirologio romano.
Parte delle reliquie delle tre sante sono conservate nella chiesa della Protezione della Vergine, collocata all'interno del monastero di San Panteleimon sul Monte Athos, mentre la mano di santa Menodora è conservata nel monastero di Pantokratoros, sempre sul Monte Athos. Nel duomo di Cesena si conserva invece una reliquia di una santa Metrodora, ma non è chiaro se si tratti effettivamente di una delle tre sorelle.